# スルツク公国
T：トゥーロフ公国　P：ピンスク公国

S：スルツク公国　K：クレツク公国

D：ドゥブロヴィツァ公国　ST：ステパニ公国

周辺の主な公国

KI：キエフ公国　V：ヴォルィーニ公国

スルツク公国（ベラルーシ語: Слуцкае княства）は、12世紀から14世紀にかけてトゥーロフ圏に存在したルーシの分領公国である 。1160年に分離し、1190年代に独自の公国として確立した。15世紀から18世紀にかけてはリトアニア大公国（ルブリン合同よりポーランド・リトアニア共和国）に属した。首都はスルツクに置かれた。
ネマン川、ラニ川からプツィチ川、プリピャチ川にかけての領域を統治し、公国領にはスルツク、コプィリ、ペトリコフ(ru)、ウレチエ(ru)、リュバニ、スタルィエ・ドロギ(ru)等の都市が含まれていた。
（留意事項）：本頁の地名・人名は便宜上ロシア語からの転写に統一している（例：リトアニア語：スルスカス、ポーランド語：スウツクを「スルツク」に統一） 。リトアニア語・ポーランド語・ベラルーシ語表記についてはリンク先を参照されたし。

## 歴史
首都のスルツク（スルチェスク）に関する最初の言及は、『原初年代記』の1116年の頁における、「ミンスク公グレプがウラジーミル・モノマフの所領に侵入し、ドレゴヴィチ族と戦い、スルチェスクを焼き払った」という趣旨の記述である。とはいえ、1086年あるいは1096年には既に、スルツク公国が古文書の中で言及されていると指摘する説もある。また、11世紀のスルツクの詩篇の存在についての論述もある。しかしこれらの説は文献に基づく引用を欠いており、従って、現時点では原初年代記』が最も信頼性の高い史料とみなされている。
スルツク公国の統治者に関する最初の言及は、1149年に、ユーリー・ドルゴルーキーがノヴゴロド・セヴェルスキー公スヴャトスラフにスルツクを譲渡したという記述である。1160年から1162年にかけては、ウラジーミル・モノマフの孫のウラジーミルが、分領公国としてのスルツク公国を領有していた。このウラジーミルに対し、諸公はウラジーミルの兄弟であり、キエフ大公位にあったロスチスラフを長とする連合軍を組織して攻撃を加えた。連合軍のドルジーナ隊にスルツクを包囲されたウラジーミルは降伏を余儀なくされた。その後、スルツク公国はトゥーロフ公ユーリーの子孫たち（トゥーロフ・イジャスラフ家）が14世紀の末まで統治した。1387年の勅令（грамота）には、スルツク公としてユーリーという人物が言及されているが、このユーリーはトゥーロフ・イジャスラフ家出身の最後のスルツク公とみなされている。ただし13世紀初頭より、スルツク公国は他のトゥーロフ圏の分領公国と同様に、ガーリチ・ヴォルィーニ大公国からの強い影響を受けるようになっていた。
1320年、スルツク公国はリトアニア大公国の一部となった。1395年、キエフ公国を奪取したリトアニア大公ヴィトフトは、スルツク公国をポーランド王ヤガイロの兄弟のウラジーミルに譲渡した。以降2世紀に渡って、スルツクの街はリトアニア大公国における政治・文化の中心地の1つとなった。また、1440年にウラジーミルが死ぬと、コプィリ(ru)と共にスルツクはウラジーミルの子のオレリコ(ru)の分領地となり、さらにその子孫（スルツク・オレリコ家(ru)）へと継承されていくことになる。オレリコは同年キエフ公となるが、長子のセミョーン(ru)をナメストニクとしてスルツクに残した。1454年のオレリコの死後にセミョーンがキエフ公位を継承した際には、弟のミハイル(ru)がスルツク公となった。ミハイルは1481年までスルツク公位にあった。なお、セミョーンの死後にミハイルはキエフ公位の継承を望んだが果たされなかったために、Вельский公フョードル・イヴァノヴィチ、ゴリシャンスキー公(ru)イヴァン・ユーリエヴィチと共に、リトアニア大公カジミェラスの転覆を謀った。それはミハイル自身が、かつてのリトアニア大公オリゲルドの子孫として（ミハイルはオリゲルドの曾孫にあたる。）リトアニア大公位に就く計画だったが、陰謀は明るみに出ることとなり、ミハイルはヴィリニュスの広場で処刑された。スルツク公国は未亡人となったアンナと遺児のセミョーン(ru)に託された。セミョーンは1503年までスルツク公国を統治した。
1569年のルブリン合同から18世紀までの間は、スルツク公国はポーランド・リトアニア共和国の一部だった。16世紀まで、公国はボヤールスカヤ・ドゥーマ（боярская дума / 貴族会）の支援の下に管理された。公国の長であるクニャージは、それに仕える者という位置づけにあった。また、公国は1578年にスルツク公ユーリーが死亡した後に、一時3人の息子たちによって分割相続されたが、3人の息子の死後、ユーリーの孫のソフィヤ(ru)の元に再び統合・相続された。ただし、ソフィヤを最後に、スルツク・オレリコ家間での公位継承は途絶えることになる。すなわち、1600年にソフィヤはラジヴィル家のヤヌシュと結婚するが、1612年に死去したために、その莫大な遺産が夫に遺されたことによるものである。ヤヌシュはスルツク、コプィリ、スタロビン(ru)等の都市 と、32のフォリヴァルク(ru)（Фольварк / （ポーランド・バルト諸国の）小農場）を含むスルツク公国領を相続した。
1507年より、司法・軍事などに関する執行権は有したまま、ノヴォグルデク県内のノヴォグルデク郡に編入された。このため、1791年に廃止されるまで、東欧においては最も長く存続した公国の1つとなった。1793年の第2次ポーランド分割で帝政ロシア領となり、ミンスク県に属するスルツク郡(ru)に改編された。